# Obiettivo luna (miniserie televisiva)
Obiettivo luna è uno sceneggiato televisivo diretto da Marcella Curti Gialdino e trasmesso nel 1964 dal Programma Nazionale (futura Rai 1) in cinque puntate, all'interno della TV dei ragazzi.
Lo sceneggiato è un adattamento italiano della serie televisiva inglese Target luna di Malcom Hulke e Eric Paice, già autori del libro omonimo, autori sia della versione letteraria che della trasposizione televisiva.

## Interpreti
Fra gli interpreti principali figurano Ivano Staccioli, Roberto Chevalier, Loretta Goggi, Stefano Bertini, Anna María Aveta e Silvana Giacobini.

## Trama
Tre ragazzi, Jimmy, Valerie e Geoff, figli di un noto scienziato, il professor Wedgwood, vengono mandati dalla madre a trascorrere qualche giorno di vacanza nell'isola Buchan, dove si stanno svolgendo delle operazioni militari segrete per il lancio del primo uomo sulla Luna. Per una serie di circostanze Jimmy che era riuscito ad entrare nella sala controllo, si sostituirà al pilota nella capsula spaziale all'interno del missile, raggiungendo così la Luna.